# Whitley City
Whitley City és una concentració de població designada pel cens dels Estats Units a l'estat de Kentucky. Segons el cens del 2000 tenia 1.111 habitants.

## Demografia
Segons el cens del 2000, Whitley City tenia 1.111 habitants, 458 habitatges, i 296 famílies. La densitat de població era de 185,7 habitants/km².
Dels 458 habitatges en un 32,3% hi vivien nens de menys de 18 anys, en un 38,6% hi vivien parelles casades, en un 20,7% dones solteres, i en un 35,2% no eren unitats familiars. En el 31,9% dels habitatges hi vivien persones soles el 12,2% de les quals corresponia a persones de 65 anys o més que vivien soles. El nombre mitjà de persones vivint en cada habitatge era de 2,31 i el nombre mitjà de persones que vivien en cada família era de 2,89.
Per edats la població es repartia de la següent manera: un 25,6% tenia menys de 18 anys, un 10,6% entre 18 i 24, un 28,1% entre 25 i 44, un 23% de 45 a 60 i un 12,7% 65 anys o més.
L'edat mediana era de 35 anys. Per cada 100 dones de 18 o més anys hi havia 88,8 homes.
La renda mediana per habitatge era de 18.654 $ i la renda mediana per família de 18.702 $. Els homes tenien una renda mediana de 29.306 $ mentre que les dones 22.500 $. La renda per capita de la població era d'11.659 $. Entorn del 28,9% de les famílies i el 38,8% de la població estaven per davall del llindar de pobresa.

## Poblacions més properes
El següent diagrama mostra les poblacions més properes.